# James Trafford
James Harrington Trafford (Carlisle, 10 ottobre 2002) è un calciatore inglese, portiere del Manchester City e della nazionale inglese.

## Caratteristiche tecniche
Dopo aver giocato da centrocampista durante il suo periodo al Carlisle Utd, a nove anni ha iniziato a coprire il ruolo di portiere.

## Carriera

### Club
Trafford ha iniziato la sua carriera nei settori giovanili di Cockermouth e Carlisle Utd, prima di entrare nel vivaio del Manchester City nell'agosto 2015, a dodici anni.
Nel luglio 2021, è stato prestato per una stagione all'Accrington Stanley, in League One.
Il 13 gennaio 2022, è stato prestato al Bolton, sempre nella terza serie inglese, fino al termine della stagione. Ha mantenuto la porta inviolata in tutte le prime quattro partite giocate con la squadra, diventando il primo portiere nella storia del club a riuscirci.
Il 15 giugno 2022, il suo prestito al Bolton è stato rinnovato per un'ulteriore stagione. Nel luglio dello stesso anno, ha rinnovato il proprio contratto con il City fino al 2027.
Il 20 luglio 2023, Trafford è ufficialmente passato a titolo definitivo al Burnley, neo-promosso in Premier League, con cui ha firmato un contratto quadriennale. Secondo le stime, l'accordo per il trasferimento è avvenuto sulla base di 15 milioni di sterline, più 4 di bonus, facendo del portiere l'acquisto più costoso nella storia dei Clarets. Trafford ha quindi debuttato in Premier League l'11 agosto seguente, nella partita persa per 3-0 contro il Manchester City, sua ex squadra.
Il 29 luglio 2025 viene ufficializzato il suo ritorno al Manchester City per 27 milioni di sterline.

### Nazionale
Nel giugno del 2023, Trafford è stato incluso nella rosa della nazionale Under-21 inglese partecipante agli Europei di categoria in Romania e Georgia. Non ha concesso alcun gol in nessuna delle sei partite disputate dall'Inghilterra, diventando il primo portiere nella storia del torneo a riuscirci, e contribuendo così alla vittoria del titolo continentale, avendo parato anche un rigore all'ultimo minuto della finale contro la Spagna.
Il 24 marzo 2024 viene convocato per la prima volta in nazionale maggiore.

## Statistiche

### Presenze e reti nei club
Statistiche aggiornate al 16 agosto 2025.
| Stagione        | Squadra            | Campionato      | Campionato | Campionato | Coppe nazionali | Coppe nazionali | Coppe nazionali | Coppe continentali | Coppe continentali | Coppe continentali | Altre coppe | Altre coppe | Altre coppe | Totale | Totale | Totale |
| Stagione        | Squadra            | Comp            | Pres       | Reti       | Comp            | Pres            | Reti            | Comp               | Pres               | Reti               | Comp        | Pres        | Reti        | Pres   | Reti   |        |
| --------------- | ------------------ | --------------- | ---------- | ---------- | --------------- | --------------- | --------------- | ------------------ | ------------------ | ------------------ | ----------- | ----------- | ----------- | ------ | ------ | ------ |
| 2021-gen. 2022  | Accrington Stanley | FL1             | 11         | -26        | FACup+CdL       | 0               | 0               | -                  | -                  | -                  | FLT         | 0           | 0           | 11     | -26    |        |
| gen.-giu. 2022  | Bolton             | FL1             | 22         | -20        | FACup+CdL       | 0               | 0               | -                  | -                  | -                  | FLT         | 0           | 0           | 22     | -20    |        |
| 2022-2023       | Bolton             | FL1             | 45+2       | -34 + -2   | FACup+CdL       | 1+0             | -2+0            | -                  | -                  | -                  | FLT         | 4           | 0           | 52     | -38    |        |
| Totale Bolton   | Totale Bolton      | Totale Bolton   | 67+2       | -54 + -2   |                 | 1               | -2              |                    | -                  | -                  |             | 4           | 0           | 74     | -58    |        |
| 2023-2024       | Burnley            | PL              | 28         | -62        | FACup+CdL       | 0+0             | 0+0             | -                  | -                  | -                  | -           | -           | -           | 28     | -62    |        |
| 2024-2025       | Burnley            | FLC             | 45         | -16        | FACup+CdL       | 0+0             | 0+0             | -                  | -                  | -                  | -           | -           | -           | 45     | -16    |        |
| Totale Burnley  | Totale Burnley     | Totale Burnley  | 73         | -78        |                 | 0               | 0               |                    | -                  | -                  |             | -           | -           | 73     | -78    |        |
| 2025-2026       | Manchester City    | PL              | 1          | 0          | FACup+CdL       | 0+0             | 0+0             | UCL                | 0                  | 0                  | -           | -           | -           | 1      | 0      |        |
| Totale carriera | Totale carriera    | Totale carriera | 129+2      | -153 + -2  |                 | 1               | -2              |                    | -                  | -                  |             | 4           | 0           | 136    | -157   |        |

## Palmarès

### Nazionale
- Campionato d'Europa Under-21: 1

Romania-Georgia 2023

### Individuale
- Squadra del torneo degli Europei Under-21:

Romania-Georgia 2023